# Аполлоний Брешианский
Аполлоний — епископ Брешии, священномученик (день памяти — 7 июля).
Святой Аполлоний был четвёртым епископом Брешии (119—135). Известен тем, что крестил святых мучеников Фаустина и Иовита, которые впоследствии были им рукоположены в иереи. Ныне мощи святого покоятся в кафедральном соборе городе Брешиа.